# (2903) Zhuhai
(2903) Zhuhai es un asteroide perteneciente al cinturón de asteroides, descubierto el 23 de octubre de 1981 por el equipo del Observatorio de la Montaña Púrpura desde el Observatorio de la Montaña Púrpura, Nankín (China).

## Designación y nombre
Designado provisionalmente como 1981 UV9. Fue nombrado Zhuhai en homenaje a Zhuhai ciudad de la República Popular China.